# マッティタック駅
マッティタック駅（英: Mattituck）とはロングアイランド鉄道の本線（グリーンポート支線）の駅である。ニューヨーク州マッティタックのニューヨーク州道25号線の北側、ラブ・レーンとパイク・ストリートの交差点にある。 
この駅は当初1845年6月14日に建設された。それは1878年に再建され、1944年に改造された。その駅舎は1959年に閉鎖され1967年7月に取り壊されたが、その駅は現在でもアクティブなままである。カチョーグ駅が1962年6月に閉鎖された時、マッティタック駅は2つの代替駅のうちの1つ（他方は1970年のいつかに閉鎖された旧ペコニック駅）となった。The station contained a "produce storage" facility, which still exists today, but as a real estate office.高床のプラットホームを持つ新駅が200年と2001年の間に建設された。なお、当時LIRRの多くの駅はそれを持っていた。

## 駅構造
|   | ■                   | 営業なし（貨物用分岐線）            |  |
|   | ■グリーンポート支線 | 通過（待避線）                      |  |
| 1 | ■グリーンポート支線 | ロンコンコマ方面 （リバーヘッド）   |  |
| 1 | ■グリーンポート支線 | グリーンポート方面 （サウソールド） |  |

この駅は高床の単式ホームを線路の南側に1面有し、有効長は1両半である。本線はこの場所では3線である。1つは側線、もう1つは貨物用分岐線である。